# Полска белоочица
Полската белоочица (Lithospermum arvense, син. Buglossoides arvensis) е цъфтящо растение от семейство Грапаволистни. Видът е местен за Европа и Азия, до Корея, Япония и Русия на север и до Афганистан и Северен Пакистан на юг. Известен е на други места като въведен вид, включително голяма част от Северна Америка и Австралия. 
Растението е включено в списъка на лечебните растения съгласно Закона за лечебните растения. Европейският съюз дава на рафинираното масло от семената на Buglossoides arvensis статут на иновативна храна и някои фермери го отглеждат с търговска цел в Обединеното кралство като патентован сорт растения (PVP) и търговска марка (Ahiflower). Маслото съдържа високи нива (63 – 72%) на омега-3 ALA (c18:3), омега-3 SDA (c18:4) и омега-6 GLA (c18:3) и има GRAS статус (обикновено считани за безопасни) от Администрацията по храните и лекарствата на САЩ, регистрация на канадски главен файл на съставките (IMF) и статус на иновативна храна и GMP+ статус на поддържащ фураж продукт в ЕС за добитък и домашни любимци (включително за обезмаслено пресовано брашно от експелер).
Съобщава се за семена от Buglossoides в украински археологически обекти, датиращи от 4000 г. пр. н. е., където са били съхранявани в глинени съдове, но целта и употребата на семената не са определени. В съвременното европейско обработваемо земеделие Buglossoides често се появява като плевел със слаби конкурентни и неинвазивни характеристики.